# Leichtathletik-Weltmeisterschaften 2011/Teilnehmer (Litauen)
| Gelbes Symbol für Goldmedaillen mit stilisierten Olympischen Ringen | Graues Symbol für Silbermedaillen mit stilisierten Olympischen Ringen | Braundes Symbol für Bronzemedaillen mit stilisierten Olympischen Ringen |
| ------------------------------------------------------------------- | --------------------------------------------------------------------- | ----------------------------------------------------------------------- |
| —                                                                   | —                                                                     | —                                                                       |

Der Leichtathletik-Verband Litauens stellte bei den Leichtathletik-Weltmeisterschaften 2011 im koreanischen Daegu 15 Teilnehmer.

## Ergebnisse

### Männer

#### Laufdisziplinen
| Athlet            | Disziplin   | Vorlauf | Vorlauf | Halbfinale    | Halbfinale    | Finale        | Finale        |
| Athlet            | Disziplin   | Zeit    | Platz   | Zeit          | Platz         | Zeit          | Platz         |
| ----------------- | ----------- | ------- | ------- | ------------- | ------------- | ------------- | ------------- |
| Rytis Sakalauskas | 100 m       | 10,42 s | 24      | ausgeschieden | ausgeschieden | ausgeschieden | ausgeschieden |
| Tadas Šuškevičius | 50 km Gehen |         |         |               |               | DSQ           | DSQ           |

#### Sprung/Wurf
| Athlet             | Disziplin  | Qualifikation | Qualifikation | Finale        | Finale        |
| Athlet             | Disziplin  | Weite/Höhe    | Platz         | Weite/Höhe    | Platz         |
| ------------------ | ---------- | ------------- | ------------- | ------------- | ------------- |
| Raivydas Stanys    | Hochsprung | 2,25 m        | 20            | ausgeschieden | ausgeschieden |
| Povilas Mykolaitis | Weitsprung | NMW           | NMW           | ausgeschieden | ausgeschieden |
| Virgilijus Alekna  | Diskuswurf | 64,21 m       | 6             | 64,09 m       | 6             |

#### Zehnkampf
| Athlet           | Disziplin | 100 m   | Weit- sprung | Kugel- stoßen | Hoch- sprung | 400 m   | 110 m Hürden | Diskus- wurf | Stabhoch- sprung | Speer- wurf | 1500 m | Punkte | Platz |
| ---------------- | --------- | ------- | ------------ | ------------- | ------------ | ------- | ------------ | ------------ | ---------------- | ----------- | ------ | ------ | ----- |
| Darius Draudvila | Ergebnis  | 10,90 s | 7,19 m       | 14,81 m       | 1,96 m       | 50,55 s | 14,93 s      | NMW          | -                | -           | -      | -      | DNF   |
| Darius Draudvila | Punkte    | 883     | 859          | 778           | 767          | 789     | 858          | -            | -                | -           | -      | -      | DNF   |

### Frauen

#### Laufdisziplinen
| Athletin                   | Disziplin    | Vorlauf      | Vorlauf | Halbfinale    | Halbfinale    | Finale        | Finale        |
| Athletin                   | Disziplin    | Zeit         | Platz   | Zeit          | Platz         | Zeit          | Platz         |
| -------------------------- | ------------ | ------------ | ------- | ------------- | ------------- | ------------- | ------------- |
| Eglė Balčiūnaitė           | 800 m        | 2:02,88 min  | 26      | ausgeschieden | ausgeschieden | ausgeschieden | ausgeschieden |
| Sonata Tamošaitytė         | 100 m Hürden | 13,28 s      | 25      | ausgeschieden | ausgeschieden | ausgeschieden | ausgeschieden |
| Diana Lobačevskė           | Marathon     | 2:36:05 h SB | 25      |               |               |               |               |
| Neringa Aidietytė          | 20 km Gehen  |              |         |               |               | DSQ           | DSQ           |
| Kristina Saltanovič        | 20 km Gehen  |              |         |               |               | 1:31:40 h SB  | 7             |
| Brigita Virbalytė-Dimšienė | 20 km Gehen  |              |         |               |               | 1:38:39 h     | 28            |

#### Sprung/Wurf
| Athletin          | Disziplin  | Qualifikation | Qualifikation | Finale        | Finale        |
| Athletin          | Disziplin  | Weite/Höhe    | Platz         | Weite/Höhe    | Platz         |
| ----------------- | ---------- | ------------- | ------------- | ------------- | ------------- |
| Zinaida Sendriūtė | Diskuswurf | 61,72 m       | 7             | 57,30 m       | 12            |
| Indrė Jakubaitytė | Speerwurf  | 56,92 m       | 22            | ausgeschieden | ausgeschieden |

#### Siebenkampf
| Athletin       | Disziplin | 100 m Hürden | Hochsprung | Kugelstoßen | 200 m   | Weitsprung | Speerwurf  | 800 m       | Punkte | Platz |
| -------------- | --------- | ------------ | ---------- | ----------- | ------- | ---------- | ---------- | ----------- | ------ | ----- |
| Austra Skujytė | Ergebnis  | 13,96 s PB   | 1,86 m     | 16,71 m     | 26,04 s | 6,05 m     | 49,19 m SB | 2:23,21 min | 6297   | 7     |
| Austra Skujytė | Punkte    | 984          | 1054       | 976         | 794     | 865        | 844        | 780         | 6297   | 7     |